# Damernas lagsprint i bancykling vid olympiska sommarspelen 2012
Damernas lagsprint i bancykling vid olympiska sommarspelen 2012 avgjordes den 2 augusti i London. I finalen mellan Tyskland och Kina lyckades Kristina Vogel och Miriam Welte vinna damernas turnering i lagsprint på tiden 32,798 sekunder efter att kinesiskorna som hade snabbaste tiden i mål diskats. 
Britterna slog världsrekordet vid tävlingen fjärde heat i kvalomgången. I det femte heatet slog kineserna rekordet med 0,079 sekunder till tiden 32,447. Senare vid tävlingens första omgång lyckades kineserna sänka rekordtiden till 32,422 sekunder, en sänkning med 0,025 sekunder.
Turneringen hölls vid London Velopark vars velodrom är 250 m lång.

## Medaljörer
| Event              | Guld                                 | Silver                      | Brons                                   |
| Damernas lagsprint | Tyskland Kristina Vogel Miriam Welte | Kina Gong Jinjie Guo Shuang | Australien Kaarle McCulloch Anna Meares |

## Deltagare
| Lag           | Tävlande                     |
| ------------- | ---------------------------- |
| Australien    | Kaarle McCulloch Anna Meares |
| Colombia      | Diana Garcia Juliana Gaviria |
| Frankrike     | Sandie Clair Virginie Cueff  |
| Kina          | Gong Jinjie Guo Shuang       |
| Nederländerna | Yvonne Hijgenaar Willy Kanis |

| Lag            | Tävlande                            |
| -------------- | ----------------------------------- |
| Storbritannien | Victoria Pendleton Jessica Varnish  |
| Sydkorea       | Lee Eun-Ji Lee Hye-Jin              |
| Tyskland       | Kristina Vogel Miriam Welte         |
| Ukraina        | Lyubov Shulika Olena Tsyos          |
| Venezuela      | Daniela Larreal Mariaesthela Vilera |

## Resultat
| H | P  | Lag            | Tid      |
| - | -- | -------------- | -------- |
| 5 | 1  | Kina           | 32,447 * |
| 4 | 2  | Storbritannien | 32,526 * |
| 5 | 3  | Tyskland       | 32,630   |
| 4 | 4  | Australien     | 32,825   |
| 3 | 5  | Nederländerna  | 33,253   |
| 3 | 6  | Frankrike      | 33,638   |
| 2 | 7  | Ukraina        | 33,708   |
| 1 | 8  | Venezuela      | 34,320   |
| 1 | 9  | Sydkorea       | 34,636   |
| 2 | 10 | Colombia       | 34,870   |

| H | P | Lag            | Tid        |
| - | - | -------------- | ---------- |
| 4 | 1 | Kina           | 32,422     |
| 2 | 2 | Tyskland       | 32,701     |
| 1 | 3 | Australien     | 32,806     |
| 3 | 4 | Ukraina        | 33,620     |
| 1 | 5 | Nederländerna  | 33,090     |
| 2 | 6 | Frankrike      | 33,707     |
| 4 | 7 | Venezuela      | 34,415     |
| 3 | 8 | Storbritannien | 32,567 REL |

| P | Lag        | Tid        |
| - | ---------- | ---------- |
| 1 | Tyskland   | 32,798     |
| 2 | Kina       | 32,619 REL |
| 3 | Australien | 32,727     |
| 4 | Ukraina    | 33,491     |

Noter
 – Världsrekord
 REL  – Relegerad på grund av felaktig ledarbyte
     – Avancemang från omgång